# Новосибирскнефтегаз
Акционерное Общество «Новосибирскнефтегаз» (АО «ННГ») —нефтедобывающая компания России.
Создано 21 июня 1994 года. Перерегистрировано в 2002 году в селе Северное, Новосибирской области. Генеральный директор — Толстухин Павел Евгеньевич.

## Деятельность
Основные работы по добыче нефти ведутся на Верх-Тарском и Малоичском нефтяных месторождениях, которые находятся в северной части Новосибирской области. АО «ННГ» имеет лицензии на Ракитинский, Межовский и Восточно-Межовский лицензионные участки.

## События
По итогам 2006 года АО «Новосибирскнефтегаз» перечислило в бюджеты всех уровней около 5,8 миллиарда рублей.
В июле 2012 года НК «РуссНефть» приобрела у ОАО «ТНК-BP Холдинг» 100 % акций АО «ННГ» и 71,09 % ОАО «Северноенефтегаз».